# Эпиглоттальный взрывной согласный
Эпиглоттальный (фарингальный) взрывной согласный — согласный звук. Эпиглоттальные звуки отсутствуют во многих языках.

## Свойства
- Звонкий эпиглоттальный взрывной, вероятно, не существует. Когда эпиглоттальный взрывной озвончается в интервокальной позиции, например, в языке дахало, он превращается в одноударный согласный.
- Эпиглоттальные звуки отсутствуют во многих языках, хотя частично это может быть объяснено трудностью обнаружения эпиглоттальных звуков лингвистами, говорящими на европейских языках.

## Распространённость
Эпиглоттальный взрывной согласный обнаружен на севере Калифорнии в языке ачумави, в салишских и вакашских языках Британской Колумбии; в частности, «фарингальные трели» в языке северный хайда в действительности являются эпиглоттальными. Эпиглоттальные также существуют и в других языковых семьях, частично в северо-восточных кавказских языках, таких как чеченский язык. В кириллической орфографии передается знаком ӏ.

## Примеры
| Язык      | Слово | МФА   | Значение    |
| --------- | ----- | ----- | ----------- |
| Агульский | яӏ    | [jaʡ] | центр       |
| Ингушский | Ӏам   | [ʡam] | озеро, лужа |